# Akaki Mgeladze
Akaki Mgeladze (gruz. აკაკი მგელაძე, ur. 1910 we wsi Melekeduri k. Ozurgeti, zm. 1980) – radziecki i gruziński polityk, I sekretarz KC Komunistycznej Partii Gruzji w latach 1952–1953.

## Życiorys
Dzieciństwo i młodość spędził w Gudaucie, od 1927 był członkiem Komsomołu, od 1932 WKP(b), w latach 1930–1934 kierownikiem wydziału organizacyjnego rejonowego komitetu Komsomołu w Gutaucie, przewodniczącym wydziału masowo-ekonomicznego abchaskiego komitetu obwodowego Komsomołu, następnie przewodniczącym wydziału organizacyjnego, II sekretarzem i I sekretarzem tego komitetu. W latach 1934–1937 I sekretarz KC Komsomołu Gruzińskiej SRR, 1937–1938 przewodniczący wydziału młodzieżowego KC Komsomołu ZSRR. Jesienią 1938 krótko przebywał w areszcie domowym w związku z czystkami stalinowskimi. W latach 1938–1942 zarządca przedsiębiorstwa naftowego Gruzińskiej SRR, 1942–1943 komisarz wojskowy Armii Czerwonej Frontu Zakaukaskiego, starszy komisarz batalionu, zastępca naczelnika tyłów w randze podpułkownika. W latach 1943–1951 I sekretarz komitetu miejskiego Komunistycznej Partii (bolszewików) Gruzji (KP(b)G) w Suchumi i Abchaskiego Komitetu Obwodowego KP(b)G, 1951–1952 I sekretarz obwodowy partii w Kutaisi, 1951–1953 członek Biura Politycznego KC KP(b)G, od 2 kwietnia 1952 do 14 kwietnia 1953 I sekretarz KC Komunistycznej Partii Gruzji. Po odsunięciu ze stanowiska w związku z destalinizacją wydalony z partii i aresztowany. Po zwolnieniu pracował w różnych instytucjach gospodarczych ZSRR.

## Odznaczenia
- Order Lenina (dwukrotnie)
- Order Wojny Ojczyźnianej I klasy
- Order Czerwonego Sztandaru Pracy
- Order Czerwonej Gwiazdy
- Order „Znak Honoru” (dwukrotnie)
- Złoty Medal za Pracę w Gospodarce ZSRR
- Srebrny Medal za Pracę w Gospodarce ZSRR
- Brązowy Medal za Pracę w Gospodarce ZSRR

I wiele medali wojskowych.